# Nuno Mindelis
Nuno Mindelis (Cabinda, 7 de Agosto de 1957) é um músico luso-brasileiro nascido em Angola.
É um dos mais conceituados guitarristas de blues do Brasil. Em 1998, foi eleito pela revista norte-americana Guitar Player o melhor guitarrista de blues. Em 2012, foi incluído na lista 70 mestres brasileiros da guitarra e do violão da revista Rolling Stone Brasil.

## Carreira
Com raízes polonesas, Mindelis apaixonou-se pela música desde criança por volta dos cinco anos. Aos nove anos já tocava em instrumentos confeccionados por ele. Durante sua infância ouviu grandes nomes do blues. Em 1975, morando no Canadá, formou uma banda de blues, passando a tocar em jam e clubes locais. Um ano depois decidiu unir-se à família, vindo também morar no Brasil.
Em 1990, lança seu primeiro disco, Blues & Derivados, que é amplamente elogiado pela crítica.
Em 1992, lança seu segundo álbum, Long Distance Blues, passando a tocar em festivais de blues.
Em 1994, veio o reconhecimento internacional pela revista Guitar Player americana. Em 1998, a consagração definitiva: Nuno é eleito o melhor guitarrista de blues segundo o concurso mundial de aniversário de 30 anos da revista. Tal concurso premiou guitarristas em 11 categorias, e Mindelis foi o único músico que nasceu fora da América do Norte a aparecer na relação de vencedores.
Em 1996, lança Texas Bound, gravado com a Double Trouble, banda de Stevie Ray Vaughan (Chris Layton na bateria e Tommy Shannon no baixo), além de participações de Lou Ann Barton (backing vocals), Steve James (dobro), Paul Orta (harmônica), Chris Higgs (piano acústico) e Riley Osbourn (pianos e hammond B3). Três anos depois, sai Blues on the Outside, gravado novamente com a Double Trouble.
Em 2005, sai Outros Nunos, álbum com foco no pop e MPB, e com participações de Zélia Duncan e Rappin' Hood.
Já conhecido, foi brevemente entrevistado no Programa do Jô na Rede Globo, no dia 21 de maio de 2010, apresentando duas músicas ao vivo, uma no início do programa, sendo a outro no final. Logo após a entrevista no Programa do Jô, Nuno se apresentou no ViJazz & Blues Festival realizado em Viçosa/MG no dia 12 de junho de 2010 acompanhado de contrabaixo, teclado/órgão, bateria e um DJ, desembocando em um show denso e enérgico.
Em 2009, foi eleito pelo site "HeavyMetal Brasil" um dos 30 melhores guitarristas do país.
Em 2012, foi incluído na lista 70 mestres brasileiros da guitarra e do violão da revista Rolling Stone Brasil. Escrevendo para o Yahoo!, Regis Tadeu publicou uma crítica positiva para o músico em 2012, chamando de "Um dos maiores representantes do blues da América do Sul (...) um compositor de mão cheia" e um "excelente guitarrista."
Em 2013, lança Angels & Clowns, gravado em Boston (EUA), produzido por Duke Robillard.
Em 2018, foi considerado entre os maiores guitarristas do Brasil na lista do mesmo Regis Tadeu em seu blog no YouTube. No mesmo ano toca para milhares de pessoas no Suwalki Blues Festival, sendo um dos headliners do referido festival, junto com Billy Gibbons (ZZ Top), Mavis Staples e Eric Burdon. O concerto rendeu um album ao vivo, o primeiro da carreira de mais de 40 anos e uma placa no "Walk of Fame" da cidade, junto com os maiores nomes da história do Blues/Rock/Soul.
Em 2020, homenageou sua terra natal, com o álbum Angola Blues.

## Discografia
- Blues e Derivados (1989, LP, selo Eldorado)[3]
- Long Distance Blues (1991, relançado em 1998 - sem consulta ou conhecimento do autor - como Nuno Mindelis & The Cream Crackers)[3]
- Texas Bound (1996)
- Blues on the Outside (1999)
- Twelve Hours (2003)
- Outros Nunos (2005)
- Free Blues (2010)
- Angels & Clowns (Feat. The Duke Robillard Band) (2013)
- Life At The Suwalki Festival / Poland (2018)
- Single "Cabinda" (24 de janeiro de 2020)  , parte do lançamento gradual de Angola Blues, que o autor tem declarado ser "o seu St.Peppers".
- Angola Blues (2020).